# Edmond Bouley
Compléments
- Monument Edmond Bouley

Jean-Baptiste Edmond Bouley, dit Edmond Bouley, né le 17 juillet 1854 à Mavilly Mandelot et mort le 15 juillet 1932 à Beaune, est le Premier Chirurgien des Hospices de Beaune à partir de 1914, et personnalité publique de la ville de Beaune de 1884 à 1932.

## Biographie

### Études
Né le 17 juillet 1854 à Mavilly Mandelot, Edmond Bouley étudie au Collège de Beaune de 1867 à 1874. Bachelier ès Lettres et ès Sciences en 1874, il quitte Beaune pour Paris, où il effectue ses études supérieures à la Faculté de Médecine de Paris. Il devient Interne en médecine et en chirurgie des Hôpitaux de Paris en 1879.
En mars 1884, il reçoit la Médaille d'argent de la Faculté de Médecine de Paris pour sa thèse « Etude historique expérimentale et critique de la taille hypogastrique ».

### Carrière et engagement public
En 1884, le docteur Bouley s'installe définitivement à Beaune dont il devient médecin suppléant des Hospices civils et médecin de la Charité. L'année suivante, il est nommé Deuxième chirurgien des Hospices de Beaune, poste qu'il occupera jusqu'à sa promotion au titre de Premier chirurgien en 1914. Sa carrière aux Hospices de Beaune durera en tout 48 ans.
Il assure en parallèle de multiples responsabilités : Médecin des chemins de fer PLM pendant plus de 30 ans, Médecin de l'Assistance publique, Inspecteur des Enfants du premier âge, médecin légiste, médecin de l'Ecole de viticulture et médecin du collège Monge.
En 1891, il rejoint la Commission sanitaire d'arrondissement dont il deviendra vice-président.
Il siège au Conseil municipal de Beaune de 1925 à 1932 comme conseiller municipal.
Fin lettré, il est souvent sollicité pour effectuer des discours, comme le 31 août 1913 pour l'inauguration du Monument Marey,, en présence du Ministre des Finances Charles Dumont et du Maire de Beaune Jacques Vincent, devant les caméras des actualités hebdomadaires Gaumont.

### Première Guerre mondiale
Pendant la Première Guerre mondiale, il est nommé médecin-chef de l'Hôpital auxiliaire no 2 de la Croix Rouge,, tâche qu'il assure en plus de ses autres responsabilités pendant les années du conflit.
Ses confrères médecins étant pour la plupart partis sur le front, il assure également leur remplacement dans les soins des patients civils de la ville.

## Hommages et postérité
Jouissant à Beaune d'une grande popularité dans tous les milieux, il est régulierement décrit,,,,,, comme un homme bon, travailleur, charitable et au service des plus pauvres qu'il soigne gratuitement. Il reçoit des marques d'affection de ses concitoyens de Beaune de son vivant et après sa mort :

### Légion d'honneur
En 1919, une fois la guerre terminée, le conseil municipal de Beaune adopte à l'unanimité une résolution demandant au gouvernement français d'attribuer au docteur Edmond Bouley la Croix de la Légion d'Honneur afin de « récompenser une vie entière de service et de dévouement à la chose publique ». Le 23 février 1921, il est élevé au grade de Chevalier de la Légion d’Honneur sur décret du ministre de la Guerre, ce qui cause une grande joie dans la ville. Une cérémonie populaire de remise est organisée à l'Hôtel de ville le 18 mai 1921.

### Obsèques
Ses funérailles ont lieu le 20 juillet 1932, plus de 3 000 personnes se joignent au cortège funèbre qui s'étend de la place Carnot jusqu'à la Basilique Notre-Dame de Beaune. Dans son discours d'hommage, le maire de Beaune Emile Labet résume ainsi la place prise par le Dr Bouley dans sa ville : 

« La Ville de Beaune est dans le deuil parce que c'est le meilleur de ses enfants qui disparaît, l'homme unanimement respecté, aimé, dont toute la vie a été synonyme de travail, de bonté, de charité. »

### Monument Edmond Bouley
Après sa mort, les Beaunois souhaitent conserver son souvenir par un monument de bronze sur une place publique. Un comité organisa une souscription, volontairement limitée à des dons de 2 francs maximum. Le monument, réalisé par le sculpteur Edouard Fraisse, fut inauguré le 8 juillet 1934. 
À la suite de la confiscation du monument en bronze en 1940 par l'occupant allemand, le Maire de Beaune, Roger Duchet, demanda à Edouard Fraisse d'en faire une reproduction en pierre, qui fut mise en place en mai 1942.
Le monument se situe boulevard Jules Ferry, à la hauteur de la place Madeleine.

### Allée du Docteur Bouley
Une rue de Beaune porte également son nom. Elle relie le Parc de La Bouzaize et la rue du Faubourg Saint-Martin.